# 1680-ті до н. е.

## Події
- Єгипет: Другий перехідний період, одночасне правління (1802–1650 роки до н. е.):
  - Верхній Єгипет: XIII династіія;
  - Нижній Єгипет: XIV династія;